# Pachypasa limosa
Pachypasa limosa (Syn. Pachypasa lineosa) ist ein Schmetterling (Nachtfalter) aus der Familie der Glucken (Lasiocampidae).

## Merkmale

### Falter
Die Falter besitzen eine Flügelspannweite von 35 bis 40 Millimetern bei den Männchen und von 45 bis 60 Millimetern bei den Weibchen. Über die hellgrauen Vorderflügel erstreckt sich eine von dünnen schwarzen, teilweise gezackten Linien eingefasste weißliche Schrägbinde. Oberhalb dieser Binde befinden sich in Richtung Apex einige dunkle Keilflecke. Die Hinterflügel sind weißgrau bis gelbgrau gefärbt. Die rotbraunen Fühler der Männchen zeigen einen weißlichen Steg und sind deutlich doppelt gekämmt, diejenigen der Weibchen sind sehr fein kammzähnig. Der Thorax ist weißgrau und mit einer schwarzen Mittellinie sowie zwei ebenso gefärbten Schulterstreifen versehen. Der Saugrüssel ist verkümmert.

### Raupe
Erwachsene Raupen sind grau gefärbt, dünn behaart und zeigen hinter dem Kopf zwei deutliche rote Rückenflecke.

## Geographische Verbreitung und Vorkommen
Die Art kommt in Südwesteuropa und Nordwestafrika vor und ist noch in Höhen bis 1000 Meter zu finden. Sie besiedelt bevorzugt trockene, karstige Gebiete.

## Lebensweise
Die Falter bilden meist zwei Generationen im Jahr, die in den Monaten Juni bzw. Juli bis August anzutreffen sind. Nordafrikanische Exemplare erscheinen zuweilen schon im Februar. In Südfrankreich wird nur eine Generation gebildet. In der Nacht besuchen die Falter gelegentlich künstliche Lichtquellen. Die Raupen ernähren sich von Zypressen- (Cypressus), Wacholder- (Juniperus) und Lebensbaumarten (Thuja).